# 信岡資生
信岡 資生（のぶおか よりお、1929年7月21日 - 2018年12月21日 ）は、日本のドイツ語学者。成城大学名誉教授。
広島県尾道市生まれ。旧制広島高等学校卒、1952年東京大学独文科卒、愛媛大学助教授、大阪学芸大学助教授、中央大学教授を経て、1979年成城大学経済学部教授、2000年定年退任、名誉教授。ドイツ語学院ハイデルベルク講師。1979年 - 1989年、月刊『基礎ドイツ語』（三修社）編集長。2009年秋瑞宝中綬章受勲。

## 著書
- 『基礎ドイツ文法の研究』三修社、1969
- 『みんなのドイツ語入門』三修社、1979
- 『ドイツ文法グート』朝日出版社、1990
- 『マン・ツー・マンドイツ語ゼミナール』三修社、1992
- 『1ゼメスター・ドイチュ』三修社、1996
- 『ドイツの言葉・ドイツの生活 ドイツ語文法読本』改訂版 三修社、1996
- 『ドイツのことばと社会事情 ヴィジュアル版』郁文堂、1997
- 『60歳からのドイツ語入門』三修社、2000
- 『ドイツ語とドイツ』郁文堂、2002
- 『マン・ツー・マンドイツ語ゼミナール ハイブリッド』三修社、2002
- 『みんなのドイツ語入門 ハイブリッド』三修社、2002

### 共編著
- 『楽しい中級ドイツ語』編、同学社、1971
- 『中級ドイツ語の研究』藤井啓行共著、朝日出版社、1972
- 『クラールドイツ語学習辞典』編著、三修社、1987
- 『新しいドイツ語読本』3訂版 編、芸林書房、1990
- 『プラス・ドイツ語辞典 独和+文法+会話+ドイツ事情』編著、三修社、1993
- 『ドイツのことばと社会事情 文法読本』編著、郁文堂、1995
- 『イヒ・カン・ドイチュ』3版 川上朋男共著、芸林書房、1998
- 『ドイツ語四重奏 ドイツ語入門総合教材』木下直也、鹿児嶋繁雄、日中鎮朗共著、同学社、1998
- 『ドイツ語がいちばん ドイツまるごと入門』編著、郁文堂、1999
- 『クラウン独和辞典』第3版 濱川祥枝監修 編、三省堂、2002
- 『スタート独和辞典』編著、三修社、2003
- 『ドイツ語スイッチオン!』櫻井麻美共著、郁文堂、2005
- 『プリーマ独和辞典』編、三修社、2005
- 『それ行け、ドイツ語!』櫻井麻美共著、第三書房、2010
- 『イラストでわかるドイツ語文法+トレーニングブック』ドイツ語学院ハイデルベルク共著、ナツメ社、2011
- 『クラウンドイツ語単語1600 独検対応』荻原耕平共著、三省堂、2012

### 翻訳
- ハンス・ヴァイゲル『ウィーン・フィルハーモニー讃』白水社、1972
- 『廃墟の文学 ボルヒェルトとベル』石丸昭二共訳、中央大学出版部、1975
- グスタフ・ルネ・ホッケ『ヨーロッパの日記』石丸昭二、柴田斎共訳、法政大学出版局〈叢書・ウニベルシタス〉2冊組、1991、新版2014。
- カール・S.グートケ『往生際の名台詞 歴史のなかの主題と変奏』三省堂、1995